# Bilulua strigata
Bilulua strigata är en fjärilsart som beskrevs av Sergius G. Kiriakoff 1954. Bilulua strigata ingår i släktet Bilulua och familjen tandspinnare. Inga underarter finns listade i Catalogue of Life.